# Płaszcz (grzyby)

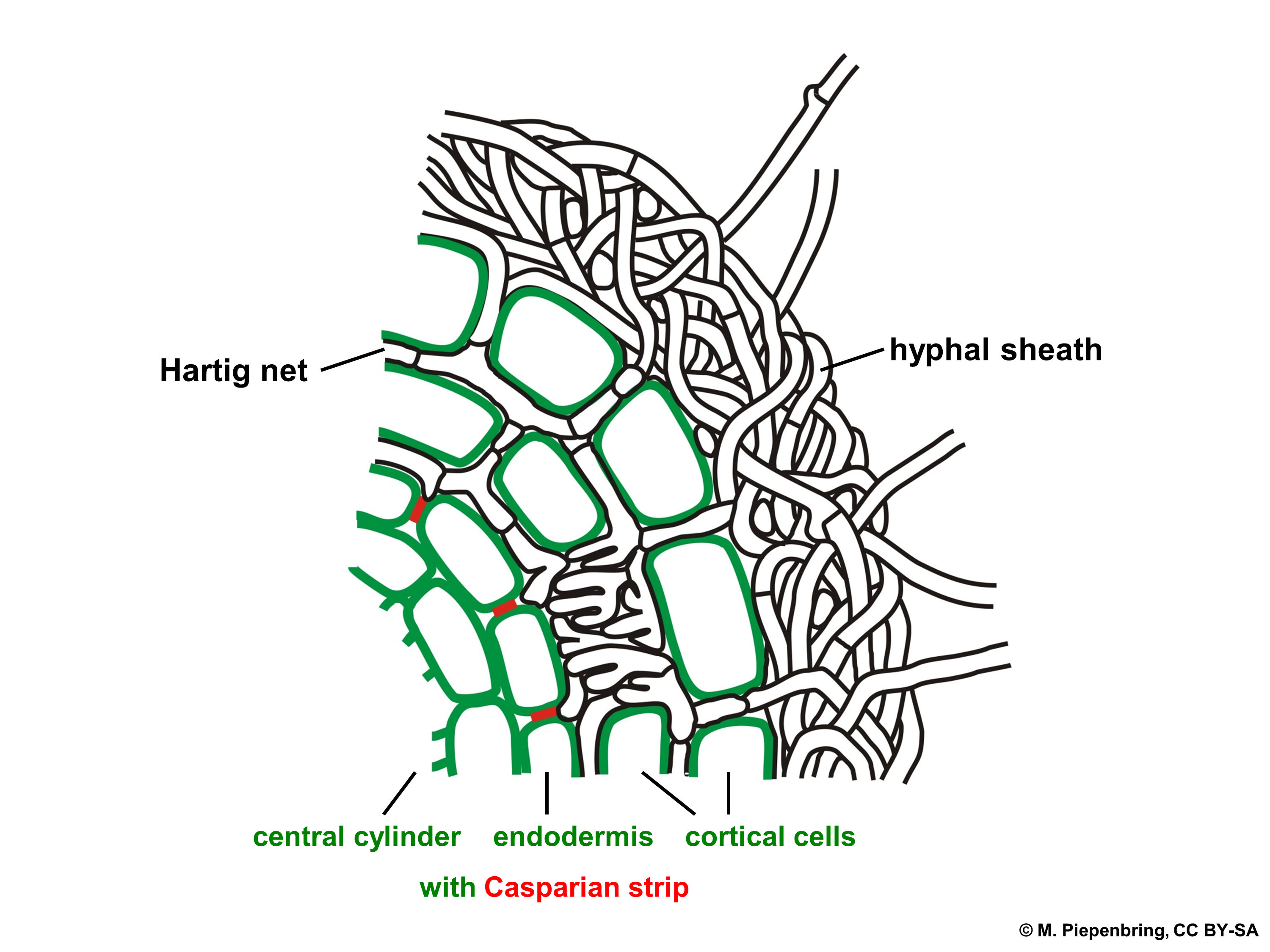
Ektomykoryza (zielone – komórki rośliny, czarne – strzępki grzyba); central cylinder – walec osiowy, endodermis – endoderma, cortical cells – epiderma, hyphal sheath – płaszcz, Hartig net – sieć Hartiga

Płaszcz, osłonka strzępkowa (ang. hyphal sheath) – u grzybów zwarta struktura strzępkowa otaczająca owocnik, sporokarp lub zarodnik, a u grzybów mykoryzowych także korzenie i włośniki roślin, z którymi dany grzyb tworzy ektomykoryzę. U grzybów ektomykoryzowych wyróżnia się 3 grupy strzępek:
- strzępki rozprzestrzeniające się w glebie poza korzeniami roślin,
- płaszcz, czyli strzępki otaczające korzenie,
- sieć Hartiga, czyli strzępki wnikające pomiędzy komórki kory pierwotnej korzeni[1].

U grzybów ektomykoryzowych płaszcz otaczający korzeń często ma więcej biomasy niż sieć Hartiga. Struktura płaszcza jest zmienna, od luźnej sieci strzępek do ustrukturyzowanego i warstwowego układu. Często warstwy te przypominają tkankę miękiszową roślin i są określane jako pseudomiękiszowe. Płaszcze różnych grzybów ektomykoryzowych często wykazują charakterystyczne cechy, takie jak kolor, sposób rozgałęzienia i stopień złożoności, które są wykorzystywane przy identyfikacji gatunku, często w połączeniu z analizami molekularnymi.
Płaszcz u grzybów ektomykoryzowych czasami jest tak silnie rozwinięty, że może hamować rozwój włośników korzeniowych swojego symbionta roślinnego. Może również zwiększać rozgałęzianie się korzeni poprzez indukowanie cytokinin w roślinie. Rozgałęzienia mogą stać się tak rozległe, że pojedynczy skonsolidowany płaszcz może obejmować wiele wierzchołków korzeni na raz. Struktury takie nazywane są ektomykoryzami koraloidalnymi.